# Charles Sanford Terry
Charles Sanford Terry (Newport Pagnell, 24 ottobre 1864 – Aberdeen, 5 novembre 1936) è stato uno storico e musicologo inglese, che pubblicò diffusamente sulla storia della Scozia e dell'Europa, nonché sulla vita e le opere di Johann Sebastian Bach.

## Biografia
Terry era il figlio maggiore di Charles Terry, un medico, ed Ellen Octavia Prichard. Dopo aver frequentato la St Paul's Cathedral School, la King's College School e il Lancing College, si laureò al Clare College di Cambridge, dove conseguì un B.A. in storia (2ª classe) nel 1886 e un M.A. nel 1891. Tenne lezioni di storia al Durham College of Science (ora parte dell'University of Newcastle-upon-Tyne), dell'Università di Aberdeen e dell'Università di Cambridge. Nel 1901 sposò Edith Mary Allfrey di Newport Pagnell, figlia di Francis Allfrey, un birraio; il matrimonio fu senza figli. Fu nominato Burnett-Fletcher Professor di storia e archeologia di all'Università di Aberdeen dal 1903 fino al suo pensionamento nel 1930. Prestò servizio come presidente dell'Associazione di storia scozzese. Terry era anche conosciuto come compositore e musicista dilettante. Nel 1898 divenne direttore della Aberdeen University Choral and Orchestral Society, con circa 150 cantanti e 70 strumentisti; e nel 1909 fondò l'Aberdeen e il North East of Scotland Music Festival.
Terry aveva una stretta associazione professionale e personale con Edward Elgar, entrambi impegnati nel Three Choirs Festival nelle cattedrali di Hereford, Gloucester e Worcester. Terry fece in modo che Elgar ricevesse un dottorato onorario dall'Università di Aberdeen nel 1906 e quattro anni dopo aiutò a correggere il manoscritto originale del concerto per violino, che Elgar gli lasciò in seguito. Terry in seguito donò questo volume al suo collega dell'Università di Aberdeen, Sir John Marnoch.

## Opere
Terry pubblicò ampiamente su diversi aspetti della storia scozzese e scrisse una Short History of Europe (1806-1915). Ha pubblicato molti libri sulla vita e le opere di Johann Sebastian Bach tra il 1915 e il 1932 e divenne noto come un'autorità su Bach; le sue opere sono diventate dei classici nella borsa di studio di Bach.

## Onorificenze
- Honorary Doctor of Music, University of Oxford, University of Edinburgh
- Doctor of Laws, University of Durham, University of Glasgow and University of Aberdeen
- Honorary Ph.D., Università di Lipsia, 1935, per celebrare il 250º anniversario della nascita di J. S. Bach
- Honorary fellow del Clare College, Cambridge, 1929
- Honorary fellow del Royal College of Music